# 中国2010年上海世界博览会波黑馆
中国2010年上海世界博览会波黑馆是2010年上海世博会上代表波斯尼亚和黑塞哥维那的展馆，位于世博园区C片区，占地面积1000平方米。波黑馆的主题是“整个国家——一个城市”。
波黑馆的外墙上装饰着来自波黑与中国的儿童所绘的1000幅水彩画和素描。展馆内有一条8字形的坡道构成穿过，包括了“城市空间”、“草地景观”、“电影魔盒”、“文化互动”和“城市创新”五个展区，并分别通过中国传统阴阳五行中的“金、木、水、火、土”加以诠释。